# Ray Woodfield
Raymond (Ray) S. Woodfield (1931–2025) was een Brits componist, dirigent en klarinettist.

## Levensloop
Woodfield was lange tijd componist en arrangeur bij The Band of Her Majesty's Royal Marines en ook docent aan de Royal Marines School of Music. Hij werd later dirigent van de Band of Her Majesty's Royal Marines School of Music. Als hij in 1974 in rust gesteld werd bleef hij in de muziekopleiding van het Doncaster Peripatetic Service. Voor een bepaalde tijd was hij ook dirigent van het bekende ensemble James Shepherd Versatile Brass.
Als componist schreef hij meerdere virtuoze stukken voor eufonium (Varied Mood en Caprice, beide opgedragen aan David Moore). Maar ook zijn marsen Amsterdam en Walkabout zijn erg populair.
Raymond S. Woodfield overleed op 30 mei 2025 op 94-jarige leeftijd.

## Composities

### Werken voor harmonieorkest en brassband
- Alla Marcia, voor harmonieorkest of brassband
- Amsterdam, mars voor harmonieorkest
- Capriccio, voor harmonieorkest
- Caribbean Sunshine, voor harmonieorkest
- Chanson de Treyvaux, voor brassband
- Chanson Suisse, voor brassband
- Christmas at last, voor brassband
- Christmas Crackers, voor brassband
  1. Joy To The World
  2. Jingle Bells
  3. Away in a Manger
  4. Silent Night
  5. Deck the Halls
- Christmas spirit, voor brassband
- Curtain up !, voor harmonieorkest
- Double Brass, voor 2 eufoniums en brassband
- Double Talk, voor 2 trompetten en harmonieorkest
- Eine kleine Oompah Music, voor brassband
- Euphoria, voor eufonium en harmonieorkest of brassband
- Flower Dance, voor harmonieorkest
- Gospels go rock, voor brassband
- Hava nagila, voor brassband
- Hornblowers three, voor 3 cornets en brassband
- Kalinka, voor brassband
- Kent County Force, mars voor harmonieorkest
- La Bamba, voor brassband
- La Verberna, voor brassband
- Latin serenade, voor trombone solo en brassband
- Let's Go, voor brassband
- Mexican holiday, voor brassband
- Musical Comedy Memories, voor harmonieorkest
- Odd number, voor brassband
- Once a Marine, mars voor harmonieorkest
- Opening number, voor brassband
- Paso doble, voor brassband
- Pop Classics, voor brassband
- Quiet number, voor brassband
- Rag and bones, voor trombone trio en harmonieorkest of brassband
- Reflections, voor cornet en brassband
- Rock for the crock !, voor brassband
- Romantica, voor eufonium solo en brassband
- Russian Cavalry, voor brassband
- Russian Circus Music, voor brassband
- Russian Roulette, voor brassband
- Scarborough fair, voor brassband
- Showcase, voor eufonium solo en brassband
- Solo number, voor Es bas solo en brassband
- Song and Dance, voor brassband
- Songs of the First World War, voor mannenkoor en harmonieorkest
- Songs of the Second World War, voor mannenkoor en harmonieorkest
- Spanish eyes, voor brassband
- Swingalong, voor harmonieorkest of brassband
- The blue band, mars voor harmonieorkest
- The sun whose rays, voor Es hoorn of trombone solo en brassband
- Tromboogie, voor twee trombones en brassband
- Trumpet Charisma, voor 4 trompetten solo en harmonieorkest
- Trumpet Eclair, voor trompet solo en harmonieorkest
- Varied mood, voor eufonium en harmonieorkest of brassband
- Viva La Bamba !, voor brassband
- Walkabout, mars voor harmonieorkest of brassband

### Kamermuziek
- A Concert Suite, voor Es hoorn en piano
- A Suite for Tenor Horn, voor tenorhoorn/bariton en piano
- Caprice, voor eufonium solo en piano
- Concert in Es, voor trompet en piano
- Double Brass, voor twee eufoniums en piano
- Euphoria, voor eufonium en piano
- Reflections, voor cornet of trompet en piano
- Showcase, voor eufonium en piano
- Suite for Alto Saxophone, voor altsaxofoon en piano
- Three Dances for Alto Saxophone, voor altsaxofoon en piano
- Three Swiss Tunes, voor koperkwartet
- Varied mood, voor eufonium en piano